# Chasmodes longimaxilla
Chasmodes longimaxilla е вид бодлоперка от семейство Blenniidae. Видът не е застрашен от изчезване.

## Разпространение и местообитание
Разпространен е в Мексико и САЩ.
Обитава океани и морета.

## Описание
На дължина достигат до 8 cm.